# Augusta (U-Boot)
Die USS Augusta (SSN-710) ist ein Atom-U-Boot der United States Navy und gehört der Los-Angeles-Klasse an.

## Geschichte
Die Augusta, benannt nach der Stadt Augusta in Maine, wurde am 1. April 1982 bei Electric Boat auf Kiel gelegt, der Stapellauf erfolgte am 21. Januar 1984 und die Indienststellung bei der United States Navy am 19. Januar 1985.
Das Boot erregte Aufsehen, als es im Oktober des Jahres 1986 in die Vorfälle um das Sinken des sowjetischen U-Boots K-219 verwickelt war. Die Augusta hatte unter Kapitän James von Suskil die Verfolgung der K-219 aufgenommen, und am 3. Oktober erfolgte an Bord der K-219 eine Explosion in einem Raketensilo. Nachdem die K-219 das Sinken vorerst verhindern konnte, erreichte ein sowjetischer Frachter, die Fyodor Bredkin, die Unglücksstelle östlich der Bermudas, um den Havaristen abzuschleppen, was jedoch misslang. Nachdem die K-219 am 6. Oktober gesunken war, verließ die USS Augusta die Gegend und ging auf Patrouille, wobei die Verfolgung der K-279, einem Boot des Projekts 667B aufgenommen wurde. Dabei kam es vermutlich zu einer Kollision der Augusta mit der K-279. Für diese These sprechen danach aufgenommene Bilder der K-279 mit eingedrücktem Bug.
Die Augusta kehrte in ihre Basis nach Groton in Connecticut zurück, wo ihre Sonaranlagen repariert wurden. Die Kosten für die Reparaturen wurden auf ca. 3 Mio. US-Dollar geschätzt.
Im September 2007 beendete die Augusta ihre letzte Einsatzfahrt. Im Februar 2008 wurde das Boot offiziell aus der Flotte gestrichen, die Inaktivierung findet in der Norfolk Naval Shipyard statt. Am 11. Februar 2009 wurde sie außer Dienst gestellt und soll im Ship-Submarine Recycling Program abgebrochen werden.